# Equação de Laplace

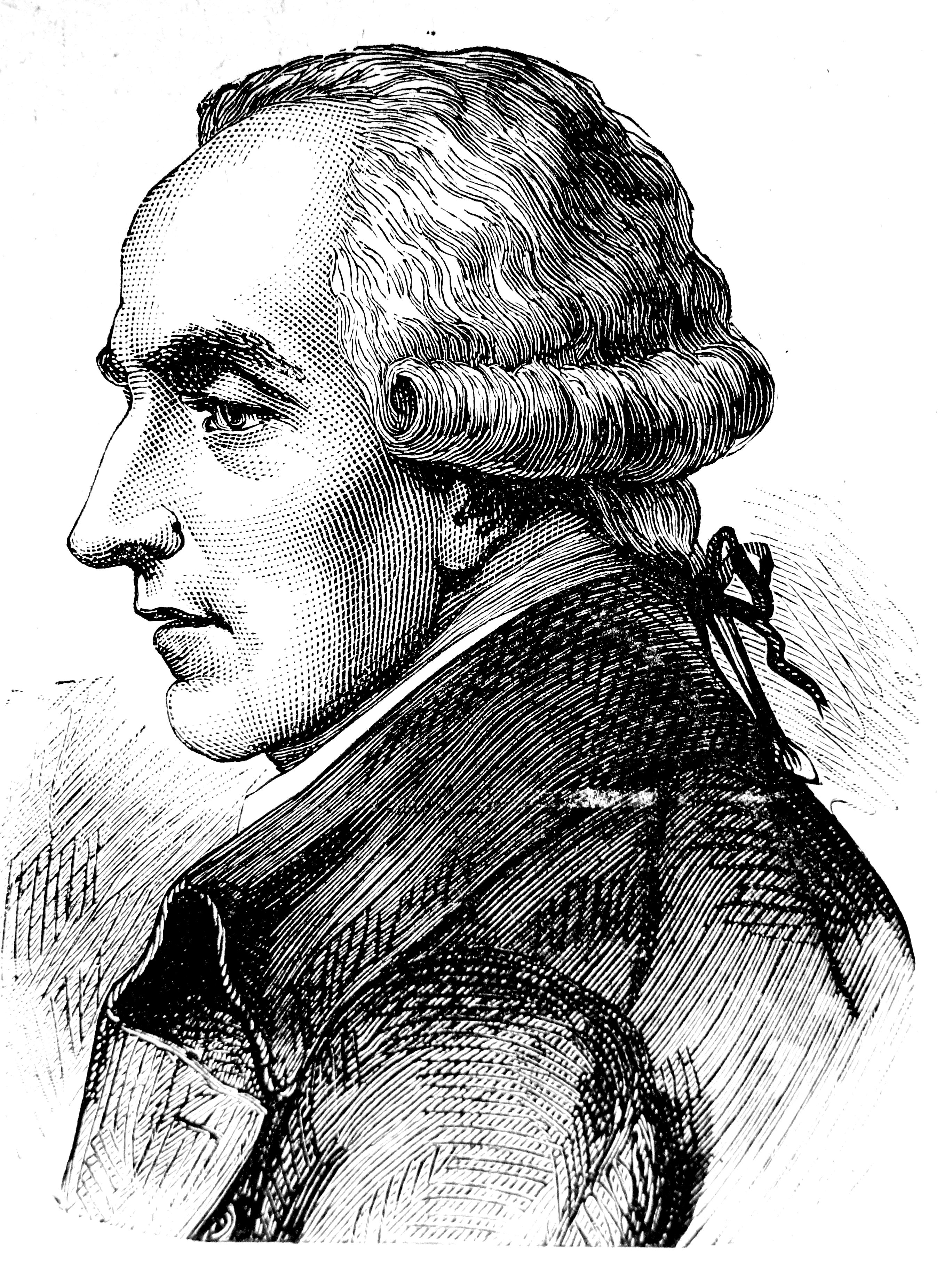
Laplace

Equação de Laplace, em matemática, é uma equação diferencial parcial cujo nome honra seu criador, Pierre Simon Laplace. Trata-se de uma equação diferencial elíptica de alta relevância, pois é descritora de comportamentos em vários campos da ciência, como, por exemplo, a astronomia, o eletromagnetismo, a mecânica dos fluidos, formulando-lhes as funções potencial gravitacional, elétrica, fluídica, entre outras aplicações. Com efeito, a teoria geral de soluções para a equação de Laplace é conhecida como teoria do potencial.

## Definição
Em um conjunto aberto {\textstyle U\subset \mathbb {R} ^{n}}, a equação de Laplace é definida por:
{\displaystyle \Delta f=0}
onde, {\textstyle \Delta } denota o operador de Laplace (ou, laplaciano):
{\displaystyle \Delta f:=\sum _{i=1}^{n}{\frac {\partial ^{2}f}{\partial x_{i}^{2}}}}
Aqui, a incógnita {\textstyle f} é uma função de {\textstyle U\subset \mathbb {R} ^{n}} em {\textstyle \mathbb {R} .} Uma tal função {\textstyle f} é dita ser harmônica, se é solução da equação de Laplace e é duas vezes continuamente diferenciável, i.e. {\textstyle \Delta f=0} e {\textstyle f\in C^{2}(U,~\mathbb {R} )}. Em muitos textos, o operador laplaciano é denotado por {\textstyle \nabla ^{2}}. Esta notação é motivada pelo fato de que {\textstyle \Delta =\nabla \cdot \nabla }, onde {\textstyle \nabla } denota o gradiente.

### Definição emR2{\textstyle \mathbb {R} ^{2}}
Em duas dimensões, i.e. no espaço euclidiano {\textstyle \mathbb {R} ^{2}}, a equação de Laplace toma a forma (em coordenadas cartesianas):
{\displaystyle {\frac {\partial ^{2}f}{\partial x^{2}}}+{\frac {\partial ^{2}f}{\partial y^{2}}}=0}
Em coordenadas polares {\textstyle (r,~\theta )}, a equação torna-se:
{\displaystyle {\frac {\partial ^{2}g}{\partial r^{2}}}+{\frac {1}{r}}{\frac {\partial g}{\partial r}}+{\frac {1}{r^{2}}}{\frac {\partial ^{2}g}{\partial \theta ^{2}}}=0}
Para obter esta equação faz-se as mudanças de variáveis {\textstyle x=r{\text{cos }}\theta }, {\textstyle y=r{\text{sen }}\theta } e {\textstyle g(r,\theta )=f(r{\text{cos }}\theta ,r{\text{sen }}\theta )}.

### Definição emR3{\textstyle \mathbb {R} ^{3}}
Em três dimensões, o problema consiste em determinar funções reais {\textstyle f} duplamente diferenciáveis, de variáveis reais {\textstyle x}, {\textstyle y} e {\textstyle z}, tais que:
- em coordenadas cartesianas
{\displaystyle {\partial ^{2}f \over \partial x^{2}}+{\partial ^{2}f \over \partial y^{2}}+{\partial ^{2}f \over \partial z^{2}}=0.}
- em coordenadas cilíndricas,
{\displaystyle {1 \over \rho }{\partial  \over \partial \rho }\left(\rho {\partial f \over \partial \rho }\right)+{1 \over \rho ^{2}}{\partial ^{2}f \over \partial \theta ^{2}}+{\partial ^{2}f \over \partial z^{2}}=0}
- em coordenadas esféricas,
{\displaystyle {1 \over r^{2}}{\partial  \over \partial r}\left(r^{2}{\partial f \over \partial r}\right)+{1 \over r^{2}\sin \varphi }{\partial  \over \partial \varphi }\left(\sin \varphi {\partial f \over \partial \varphi }\right)+{1 \over r^{2}\sin ^{2}\varphi }{\partial ^{2}f \over \partial \theta ^{2}}=0}

## Solução fundamental
A função {\textstyle \Phi :\mathbb {R} ^{n}-\{0\}\to \mathbb {R} } definida por:
{\displaystyle \Phi (x)=\left\{{\begin{array}{rr}-{\frac {1}{2\pi }}\ln |x|&,n=2\\{\frac {1}{n(n-2)\alpha (n)}}{\frac {1}{|x|^{n-2}}}&,n\geq 3\end{array}}\right.}
é chamada de solução fundamental da equação de Laplace. Aqui, {\textstyle \alpha (n)} denota o volume da bola unitária em {\textstyle \mathbb {R} ^{n}}. Verifica-se, por substituição direta, que {\textstyle \Delta \Phi =0} em {\textstyle \mathbb {R} ^{n}-\{0\}}.

## Condições de contorno
A equação de Laplace deve ser complementada com condições de contorno.

### Problema de Dirichlet
Quando como condição de contorno é especificado o valor da função sobre o contorno {\textstyle \partial D} do domínio {\textstyle D}, esta é denominada condição de contorno de Dirichlet:
{\displaystyle {\begin{array}{rclcl}\Delta \varphi &=&0,\quad &x\in D\\\varphi &=&g,&x\in \partial D\end{array}}}.

#### Unicidade
Como consequência do princípio do máximo forte para funções harmônicas, mostra-se que se {\textstyle D} é conexo, {\textstyle \varphi \in C^{2}(D)\cap C({\bar {D}})} e {\textstyle g\in C(\partial D)}  é uma função não-negativa (não-positiva), então {\textstyle \varphi } é não-negativa (não-positiva) em {\textstyle D}.  Como consequência, existe no máximo uma solução para o problema de Dirichlet sobre tais hipóteses.
Observamos que a unicidade de solução para o problema de Dirichlet pode ser garantida mesmo sem a hipótese de conexidade sobre {\textstyle D}. Para tanto, veja condição de contorno de Dirichlet para equação de Poisson.

#### Representação da Solução
Se {\textstyle u\in C^{2}({\bar {D}})} é solução do problema de Dirichlet acima, então:
{\displaystyle \varphi (x)=-\int _{\partial D}g(y){\frac {\partial G(x,y)}{\partial \nu }}(x,y)\,dS(y)}
onde, {\textstyle \nu } é a normal unitária exterior a {\textstyle \partial D} e {\textstyle \partial G(x,y)/\partial \nu } é a derivada normal da função de Green:
{\displaystyle G(x,y)=\Phi (y-x)-\phi ^{x}(y),\quad \forall x,y\in D,~x\neq y.}
Aqui, {\textstyle \Phi } é a solução fundamental (veja acima) e, para cada {\textstyle x}, {\textstyle \phi ^{x}=\phi ^{x}(y)} é solução de:
{\displaystyle {\begin{array}{rclcl}\Delta \phi ^{x}&=&0,\quad &x\in D\\\phi ^{x}&=&\Phi (y-x),&x\in \partial D\end{array}}}

##### Fórmula de Poisson para a bola
A fórmula de representação acima depende da função de Green {\textstyle G(x,y)}. Em alguns casos esta função é conhecida. Se {\textstyle D=B(0,r)=\{x:~\|x\|<r\}}, então:
{\displaystyle G(x,y)={\frac {r^{2}-\|x\|^{2}}{n\alpha (n)r}}{\frac {1}{\|x-y\|^{n}}}}
a qual é conhecida como núcleo de Poisson para a bola {\textstyle B(0,r)}. De fato, podemos mostrar que se {\textstyle g\in C(\partial B(0,r))}, então:
{\displaystyle \varphi (x)=-\int _{\partial B(0,r)}g(y){\frac {\partial G(x,y)}{\partial \nu }}(x,y)\,dS(y)=-{\frac {r^{2}-\|x\|^{2}}{n\alpha (n)r}}\int _{\partial B(0,r)}{\frac {g(y)}{\|x-y\|^{n}}}dS(y),\quad \forall x\in B(0,r)}
é solução do problema de Dirichlet no sentido que {\textstyle \Delta \varphi =0} e:
{\displaystyle \lim _{\begin{array}{cc}x\to y\\x\in B(0,r)\end{array}}\varphi (x)=g(y),\quad \forall y\in \partial B(0,r).}

### Problema de Neumann
Quando como condição de contorno é especificado a derivada normal função incógnita sobre o contorno {\textstyle \partial D} do domínio {\textstyle D}, esta é denominada condição de contorno de Neumann:
Neste caso o valor da derivada normal da função é especificado sobre o contorno:
{\displaystyle {\begin{array}{rclcl}\triangle \varphi &=&0,\quad &x\in D\\{\frac {\partial }{\partial \eta }}\varphi &=&g,&x\in \partial D\end{array}}.}
Uma condição de existência pode ser encontrada integrando a equação em todo o domínio {\textstyle D} e aplicando a primeira identidade de Green:
{\displaystyle 0=\int _{D}0dx=\int _{D}\triangle \varphi dx=\int _{\partial D}{\frac {\partial }{\partial \eta }}\varphi dS(x)=\int _{\partial D}gdS(x)}